# The Nick of Time Baby
The Nick of Time Baby er en amerikansk stumfilm fra 1916 af Clarence G. Badger.

## Medvirkende
- Bobby Vernon som Bobby.
- Gloria Swanson.
- Earle Rodney.
- Sylvia Ashton.
- Clarence Lyndon.